# 垂水 (小惑星)
垂水（たるみ、9580 Tarumi）は小惑星帯の小惑星。野村敏郎と川西浩陽が兵庫県大河内町（現神河町）の南小田で発見した。
野村敏郎が生まれた神戸市の南西部に位置する垂水区から命名された。